# Lijst van grietmannen van Lemsterland
Dit is een lijst van grietmannen van de voormalige Nederlandse grietenij Lemsterland in de provincie Friesland tot de invoering van de gemeentewet in 1851.
| Ambtsperiode                | Naam grietman                                  | Bijzonderheden                                                                      |  |
| --------------------------- | ---------------------------------------------- | ----------------------------------------------------------------------------------- |  |
| 1580 - 1585                 | Pier Anskes                                    |                                                                                     |  |
| 15 april 1585 - 1609        | Jaen Auckes                                    |                                                                                     |  |
| 21 maart 1609 - 1635        | Christiaan Johannes Oosterzee                  |                                                                                     |  |
| 1635 - 1641                 | Ciprianus Oosterzee                            |                                                                                     |  |
| 1641 - 1665                 | Jonker Frederik van Roorda                     |                                                                                     |  |
| 1665 - 1666                 | Sako Fockens                                   |                                                                                     |  |
| 1666 - 1689                 | Tinco van Andringa                             |                                                                                     |  |
| 1689 - 1692                 | Martinus van Scheltinga                        |                                                                                     |  |
| 1692 - 1741                 | Regnerus van Andringa                          | Neef van Martinus van Scheltinga.                                                   |  |
| 1741 - 1752                 | Regnerus Lycklama à Nyeholt                    |                                                                                     |  |
| 1752 - 1772                 | Daniël Livius de Kempenaer                     |                                                                                     |  |
| 1772 - 1795                 | Regnerus Livius van Andringa de Kempenaer      | Vader van Antoon Anne van Andringa de Kempenaer en Wilco van Andringa de Kempenaer. |  |
| 1795 - 1816                 |                                                | Geen grietman vanwege de Franse tijd                                                |  |
| 29 juni 1816 - 13 juni 1825 | Jhr. mr. Antoon Anne van Andringa de Kempenaer | Zoon van Regnerus Livius van Andringa de Kempenaer.                                 |  |
| 1825 - 1830                 | Jhr. Onno Reint van Andringa de Kempenaer      | Zoon van Antoon Anne van Andringa de Kempenaer. Hierna grietman van Rauwerderhem    |  |
| 1830 - 1836                 | Willem Carel Gerard van Welderen baron Rengers |                                                                                     |  |
| 1836 - 1851                 | Jhr. Wilco van Andringa de Kempenaer           | Zoon van Regnerus Livius van Andringa de Kempenaer.                                 |  |